# Замосточчя (Березинський район)
Замосточчя (біл. вёска Замосточье) — село в складі Березинського району Мінської області, Білорусь. Село підпорядковане Погостівській сільській раді, розташоване в східній частині області.